# 加藤定吉
加藤定吉（加藤 定吉 かとう さだきち/ていきち，1861年12月19日—1927年9月5日）。大日本帝国海军军人、華族，服役时间历明治、大正两朝，第一次世界大战期间率领第二舰队参与了对德国作战的青島戰役。最终军阶为海军大将，受封従三位、勋一等、功二级、男爵。

## 简历
加藤出身东京，为幕臣（将军直属家臣）加藤泰吉三子。加藤曾就读于沼津兵学校附属小学。
1883年（明治16年）10月，海軍兵學校10期毕业，同期27人中毕业成绩为首席。同期生中有山下源太郎海军大将、名和又八郎海军大将等。毕业后即赴长浦水雷营，先后在外輪船迅鲸、防护巡洋舰高千穗、护卫舰比叡上服役，专业方向为雷击战（包括水雷（日语“機雷”）、鱼雷等）。
1889年，佐世保镇守府开厅，加藤任初代长官赤松則良的传令使，踏上了其军队行政生涯的第一步。
1891年7月至1893年3月，加藤重新回到舰上，担任无防护巡洋舰高雄水雷长以及炮术长。其后加藤作为伏見宮博恭王赴德留学的随行人员，到德国出差，也因此没有参加甲午战争，战争结束后才回到日本。回国后先后任防护巡洋舰嚴島的水雷长，以及常備艦隊参谋等职务。
1897年8月，任海軍大臣（海相）西鄉從道的秘书官。加藤深得西乡的信赖，在西乡升任海军元帅后，也继续留用加藤，前后一年半时间都跟随自己左右。期间加藤晋升为海军中佐。
1898年12月至1901年4月，加藤再次到军舰上服役，先后在防护巡洋舰秋津洲、笠置，以及装甲巡洋舰八雲等军舰上担任副舰长。其中因为八雲号是在德国建造的，为了接收、领取这艘装甲巡洋舰，加藤第二次动身前往德国。
1901年4月起两年间，加藤任軍令部副官（时军令部长为伊东祐亨）。期间有大约一年时间加藤又再次担任西乡的副官。加藤深得西乡、伊东两人的宠信，其地位愈发牢固。他经常要负责接待业务往来的访客，以及对政界、商界人士进行应酬；他们经常在单独的房间内进行商谈，从舰队的配置图、到日本以外各国势力的分析，交谈的主旨往往是要求扩张海军的势力。人们认为加藤作为一名有相当能力的军政官，是海军军人中仅有的可以与当时陆军中正在绽露头角的田中义一相抗衡的人物。但因为加藤需要作为现场指挥官进行勤务，难以获得发挥其行政方面的能力的机会。
1902年10月，晋升为海军大佐。1903年4月起，再度执行海上勤务，任秋津洲舰长。10月，任防护巡洋舰桥立舰长。日俄战争爆发后，作为二线舰艇的桥立并没有太多机会发挥，于是在1905年1月，加藤受拔擢为装甲巡洋舰春日的舰长，并参加了稍后的黄海海战（日方称为“日本海海战”）。战后加藤在人事局担当了大约10个月的职员，此后又先后在装甲巡洋舰出雲，战列舰鹿島、石见等主力舰的舰长。
1908年5月，任舞鹤镇守府参谋长。晋升为海军少将后，则担任了舞鶴海軍工廠厂长。这3年间加藤都在舞鹤担任要职。
1911年3月，任练习舰队司令，出访美国。加藤在一路上对38期生谆谆教导，很得后辈爱戴，其中多人（小林仁、五藤存知、三川軍一、栗田健男、戸塚道太郎等人）后来成为太平洋战争中的司令、乃至司令长官级角色。
1912年4月，任佐世保海军工厂厂长。1912年（大正元年）12月，晋升为海军中将，并赴橫須賀海軍工廠就任厂长。
1913年12月，任第二舰队司令长官。在任内第一次世界大战爆发，加藤遂率领第二舰队赶往青岛，用手上的老式战列舰对青岛港内德军进行猛烈的炮击，牢牢封锁住港内的德国東亞分艦隊。在消灭了滞留青岛的德舰后，又分派舰艇，在太平洋上搜捕在开战前即已逃脱的其余德舰。
1915年2月，任海军教育本部长。加藤虽然一直深受期待，认为能成为一位有作为的军政官，但一直时至今日才有这唯一的机会。虽说如此，加藤也没有像后任有馬良橘那样大力推行强化教育本部权限的改革。
1916年7月，受封男爵、功二级。同年12月，任吴镇守府司令长官，并在此位置任职三年。1918年7月2日，与皇族東伏見宮依仁親王等一同晋升为海军大将。
1919年12月，任军事参议官。1923年1月21日，转入预备役。
加藤在任军事参议官期间，为海军提出了相当多的建议，许多海军军人和从政者都向其进行咨询。不过加藤的意见主要是和其丰富的炮术和雷击战经验有关，而对当时兴起的航空浪潮，有着浓重的大艦巨砲主義倾向的加藤持有相当的成见，宣称“战列舰绝对不可能被飞机击沉”。此外加藤也强烈反对伦敦海军会议，认为条约严重威胁了日本的国运，其经常对条约进行抨击，也煽动起了海军内的反对派。为此，身为“条约派”的岡田啟介将加藤和另一位在职、而且也是“舰队派”的加藤友三郎讽刺为“一唱一和两加藤”（“お調子者の両加藤”）。
1927年（昭和2年）9月，加藤在和伏見宮面谈时突然倒下。当月5日逝世。葬礼的仪式为海军葬。
加藤的二哥加藤泰久为陆军大将。加藤的养嗣子泰邦生父为出羽重遠海军大将。

## 荣勋

### 日本国内
- 1891年（明治24年）2月16日 - 從七位[4]
- 1904年1月29日 - 勲四等瑞宝章[5]
- 1906年4月1日 - 功三級金鵄勲章、勲三等旭日中綬章、明治三十七八年从军记章[6]
- 1912年（大正元年）2月28日 - 從四位[7]
- 1915年
  - 1月7日 - 功二级金鵄勋章、勲一等旭日大綬章
  - 1月10日 - （大正）大礼纪念章[8]
- 1916年7月14日 - 男爵[9]
- 1918年7年2月20日 - 従三位[10]
- 1927年9月5日 - 勋一等旭日桐花大绶章（日语：勲一等旭日桐花大綬章）

### 外国
- 1897年（明治30年）9月10日
  - 西班牙王国 卡拉特拉瓦三等勋章（英语：Order of Calatrava）（“シャールトロワー第三等勲章”）[11]
  - 大英帝国 维多利亚女王五十周年庆典银质纪念章

## 関連項目
- 大日本帝國海軍軍人列表
- 日本海军大将列表